# Округ Јума (Аризона)
Округ Јума (енгл. Yuma County) је округ у америчкој савезној држави Аризона. По попису из 2010. године број становника је 195.751. Седиште округа је град Јума.

## Демографија
Према попису становништва из 2010. у округу је живело 195.751 становника, што је 35.725 (22,3%) становника више него 2000. године.
| Група             | 2000.          | 2010.           |
| Белци             | 70.956 (44,3%) | 69.022 (35,3%)  |
| Афроамериканци    | 3.550 (2,2%)   | 3.931 (2,0%)    |
| Азијати           | 1.486 (0,9%)   | 2.324 (1,2%)    |
| Хиспаноамериканци | 80.772 (50,5%) | 116.912 (59,7%) |
| Укупно            | 160.026        | 195.751         |